# Łukasz Makowski
Łukasz Makowski (ur. 21 lutego 1989 w Rawie Mazowieckiej) – polski siatkarz, grający na pozycji rozgrywającego. W sezonie 2021/2022 był zawodnikiem klubu Ślepsk Malow Suwałki.
Przygodę z siatkówką rozpoczął w swoim rodzinnym mieście w drużynie MUKS Juvenia Rawa Mazowiecka. Stamtąd trafił do drużyny MOS Wola Warszawa, z którą wywalczył wicemistrzostwo Polski kadetów oraz mistrzostwo Polski juniorów. Następnie kilka lat spędził w klubach z I ligi, aby następnie w sezonie 2015/2016 zagrać za granicą w drużynie TSV Unterhaching. Stamtąd przeniósł się do AZS-u Olsztyn, w barwach którego zadebiutował w PlusLidze.

## Sukcesy klubowe
Mistrzostwa Polski kadetów:
- 2006[1]

Mistrzostwa Polski juniorów:
- 2008[1]

Schenker League:
- 2019

Mistrzostwo Estonii:
- 2019